# Hockey Huttwil
Hockey Huttwil ist ein Schweizer Eishockey-Club aus Huttwil im Kanton Bern der in der MyHockey League spielt. Der Klub trägt seine Heimspiele in der Eishalle Campus Perspektiven in Huttwil aus. Der Verein hiess ursprünglich EHC Brandis und zog in den Playoffs 2018 von Hasle-Rüegsau nach Huttwil um.

## Geschichte

### SC Hasle-Rüegsau
Im Winter 1939/40 versuchten erstmals junge Männer aus Hasle-Rüegsau eine Natureisbahn zu bauen. Ein Jahr später installierte man auf dem Platz in der Tschamarie eine Beleuchtung und eine Spritzanlage. Auch wurde einfache Banden installiert. Im Jahre 1945 wechselte man von der Tschamarie ins Brünneli. 1951 trat der Verein dem Schweizer Eishockeyverband bei. Der Club spielte fortan in der Serie B, wobei das erste Spiel 0:10 gegen den SC Langnau verloren ging. Da man in Hasle auf Grund der milden Winter immer mehr Mühe hatte gutes Natureis zu machen, fanden die Spiele ab 1962 auf der Kunsteisbahn in Burgdorf statt.

### EHC Lützelflüh
In Lützelflüh begann man 1938 mit dem Eishockeyspiel. Das Team war eine Untersektion des Eislaufvereins. 1950 erfolgte schliesslich die offizielle Gründung des EHC Lützflüh-Goldbach. Auch in Lützelflüh gab es Probleme mit dem Natureis, weshalb man später ebenfalls in Burgdorf seine Heimspiele austrug.

### EHC Brandis
1982 wurde auf der neugeschaffenen Zivilschutzanlage im Brünneli in Hasle-Rüegsau eine Kunsteisbahn eröffnet. Fortan spielten der SC Hasle-Rüegsau und der EHC Lützelflüh-Goldbach auf dieser Anlage. Ab der Saison 1985/86 gründeten die beiden Vereine eine Spielgemeinschaft. Man trat nun unter dem Namen EHC Brandis auf. Da die Strukturen mit zwei Stammvereinen sehr kompliziert waren, entschied man sich 1999 zu einer Fusion der beiden Vereine. Dabei wurde der SC Hasle-Rüegsau in EHC Brandis umbenannt. Alle Spieler des EHC Lützelflüh-Goldbach sowie dessen Finanzen wurden vom neuen Verein übernommen. In den 2000er Jahren gelang es dem EHC Brandis sich in der 1. Liga zu etablieren.

### Umzug nach Huttwil
In der Saison 2017/18 wurde der EHC Brandis in die neugeschaffene MySports League aufgenommen. Um das Team besser vermarkten zu können, gaben die Clubverantwortlichen im Februar 2018 bekannt, dass die erste Mannschaft nach Huttwil umziehen wird. Dort spielte der EHC Brandis auch den Playoff-Final, welchen man gegen den EHC Dübendorf verlor. Im Juli 2018 wurde schliesslich bekannt, dass das Team fortan unter dem Namen Hockey Huttwil antreten wird.